# La Revue comique
La Revue comique est un hebdomadaire satirique illustré français, publié entre le 15 octobre et le 17 décembre 1871.

## Histoire
En 1871, à la fin de l'« année terrible » marquée par la défaite française face à l'Allemagne et par la Commune de Paris, le caricaturiste Bertall décide de relancer un journal satirique dont il avait été l'un des principaux dessinateurs sous la Deuxième République, La Revue comique à l'usage des gens sérieux (1848-1849).
À cette fin, il s'adresse à l'administrateur du Figaro, Auguste Dumont, qui accepte de mettre à sa disposition l'imprimerie Dubuisson, dont il est le principal propriétaire, et de fournir le cautionnement de 12 000 francs. Outre son rôle de dessinateur principal, Bertall devient le directeur de la revue, dont l'administrateur-gérant est le jeune Jules Laffitte.
La Revue comique ainsi ressuscitée est lancée le 15 octobre 1871. Son format est celui du Punch. Libérale, aussi bien hostile au bonapartisme qu'à la Commune, sa ligne éditoriale est assez proche de celle du Grelot.
Le succès commercial n'étant pas au rendez-vous, l'hebdomadaire cesse de paraître après son dixième numéro.

## Collaborateurs notables
- Xavier Aubryet
- Bertall
- Cham
- Honoré Daumier
- Abraham Dreyfus
- Arthur de Gravillon
- Alfred Grévin
- Paul Hadol
- Gaston Jollivet
- Eugène Ladreyt
- Henry Monnier
- Alexis Mouzin
- Jules Noriac
- Louis Ratisbonne
- Francisque Sarcey
- Christian de Trogoff